# ولدمار فویگت
 ولدمار فویگت (انگلیسی: Woldemar Voigt؛ زاده ۲ سپتامبر ۱۸۵۰ درگذشته ۱۳ دسامبر ۱۹۱۹) یک دانشمند در زمینه فیزیک‌دان اهل آلمان بود. 